# Teorema del lazo
En la topología de las 3-variedades el teorema del lazo es una generalización del lema de Dehn. Este teorema fue demostrado por Christos Papakyriakopoulos, junto con el teorema de la esfera, en 1956 con su procedimiento de construcción de torres.
Una versión es:
- Sea {\displaystyle M} una 3-variedad con frontera. Sea {\displaystyle f\colon (D^{2},\partial D^{2})\to (M,\partial M)} un aplicación continua con {\displaystyle f|\partial D^{2}} no homotópica a cero en {\displaystyle \partial M}, entonces hay un encaje con la misma propiedad.

Aquí {\displaystyle D^{2}} es el disco (topológico) cerrado de dimensión dos, por lo que el borde {\displaystyle \partial D^{2}} es un círculo. 